# Schoeniparus
Schoeniparus is een geslacht van vogels uit de familie van de Pellorneidae. De wetenschappelijke naam van het geslacht is voor het eerst geldig gepubliceerd in 1883 door Allan Octavian Hume.

## Soorten
De volgende soorten zijn bij het geslacht ingedeeld:
- Schoeniparus brunneus  – Roodkopnontimalia
- Schoeniparus castaneceps  – Roodvleugelnontimalia
- Schoeniparus cinereus  – Geelkeelnontimalia
- Schoeniparus dubius  – Olijfflanknontimalia
- Schoeniparus klossi  – Zwartkruinnontimalia
- Schoeniparus rufogularis  – Roodkeelnontimalia
- Schoeniparus variegaticeps  – Bonte nontimalia